# (30326) Maxpine
(30326) Maxpine est un astéroïde de la ceinture principale d'astéroïdes.

## Description
(30326) Maxpine est un astéroïde de la ceinture principale d'astéroïdes. Il fut découvert le 6 mai 2000 à Socorro (Nouveau-Mexique) par le projet LINEAR. Il présente une orbite caractérisée par un demi-grand axe de 2,27 UA, une excentricité de 0,12 et une inclinaison de 1,9° par rapport à l'écliptique.

## Compléments